# Cantó de Pierrefontaine-les-Varans
El cantó de Pierrefontaine-les-Varans és un cantó francès del departament del Doubs, situat al districte de Pontarlier. Té 20 municipis i el cap és Pierrefontaine-les-Varans.

## Municipis
- Consolation-Maisonnettes
- Domprel
- Flangebouche
- Fournets-Luisans
- Fuans
- Germéfontaine
- Grandfontaine-sur-Creuse
- Guyans-Vennes
- Landresse
- Laviron
- Loray
- Orchamps-Vennes
- Ouvans
- Pierrefontaine-les-Varans
- Plaimbois-Vennes
- La Sommette
- Vellerot-lès-Vercel
- Vennes
- Villers-Chief
- Villers-la-Combe

## Història
| Data d'elecció                           | Identitat            | Partit                        | Qualitat |
| ---------------------------------------- | -------------------- | ----------------------------- | -------- |
| 1945-1949                                | Baudouin de Moustier | Divers droite                 |          |
| 1949-1979                                | M. Simon             | PPUS, després MRP, després CD |          |
| 1979-1992                                | Auguste Vernerey     | RPR                           |          |
| 1992-                                    | Jean-Marie Pobelle   | UDF, després UMP              |          |
| les dades anteriors no són pas conegudes |                      |                               |          |
|                                          |                      |                               |          |